# Leptotrichum
Leptotrichum es un género de musgos perteneciente a la amilia Archidiaceae. Comprende 68 especies descritas y de estas solo 60  aceptadas.

## Taxonomía
El género fue descrito por Hampe ex Müll.Hal. y publicado en Linnaea 20: 74. 1847.

## Especies aceptadas
A continuación se brinda un listado de las especies del género Leptotrichum aceptadas hasta febrero de 2015, ordenadas alfabéticamente. Para cada una se indica el nombre binomial seguido del autor, abreviado según las convenciones y usos.
- Leptotrichum amoenum (Thwaites & Mitt.) Müll. Hal.
- Leptotrichum amplexans Mitt.
- Leptotrichum astomoides (Limpr.) G. Roth
- Leptotrichum bogotense (Hampe) Müll. Hal.

más...